# Katsura Hoshino
Katsura Hoshino (星野 桂?, Hoshino Katsura; prefettura di Shiga, 21 aprile 1980) è una fumettista giapponese.
I suoi lavori comprendono il manga di debutto Continue, la serie ancora in corso di pubblicazione D.Gray-man e il suo capitolo pilota Zone, Book-man, e altri.
Inizialmente non si sapeva se fosse uomo o donna. Sulla base del suo stile di disegno e sui suoi passati commenti, particolarmente verso il personaggio di Miranda Lotto, i fan Giapponesi hanno ritenuto che Hoshino fosse una donna. La conferma è arrivata nel 2008, quando è andata in Germania per presentare D.Gray-man alla convention AnimagiC. Hoshino è conosciuta anche per avere due sorelle gemelle più grandi e un fratello più giovane. 
Hoshino è l'autrice del capitolo pilota Zone, che venne pubblicato da Shūeisha sulla rivista Akamaru Jump. Da questo pilota derivò la serie manga D.Gray-man, che debuttò nel 2004. A causa di problemi di salute Hoshino fu costretta a mettere in pausa fino a luglio 2015 dove D.Gray-man riprese nella nuova rivista di Shueisha Jump Square Crown. Il manga, così come anche due racconti, sono stati adattati in una serie anime. Il manga è inoltre stato pubblicato in dieci paesi, compresi gli Stati Uniti. Il suo manga d'esordio Continue apparve su Weekly Shōnen Jump nel 2003. In aggiunta, scrisse anche un manga autoconclusivo dal titolo Book-man.

## Opere
- Continue
- Zone
- Book-man
- D.Gray-man